# Windows Subsystem for Linux
Windows Subsystem for Linux ([ˈsabˌsistəm]; zkráceně WSL; česky podsystém Windows pro Linux) od firmy Microsoft je prostředí určené pro nativní běh linuxových spustitelných souborů (formát ELF) v prostředí Windows 10, Windows 11, Windows Server 2019, Windows Server 2022 a Windows Server 2025. Verze WSL 1 (uvedena v srpnu 2016) implementovala část linuxových systémových volání pomocí jádra Windows. Verze WSL 2 (uvedená v květnu 2019) používá pro běh kompletního linuxového jádra virtualizaci Hyper-V, čímž dosahuje vyšší kompatibility s linuxovými aplikacemi. WSL je nástupcem softwarového balíku Windows Services for UNIX.

## Použití
Primární využití WSL je pro vývoj softwaru, zejména webových aplikací a open-source projektů. WSL umožňuje používat Bash, linuxové nástroje a také nástroje, které jsou dělané zejména pro Linux. U takových nástrojů je možné, že existuje jejich implementace pro Windows, ale linuxová verze funguje lépe. WSL umožňuje: 
- Používat nástroje příkazového řádku, jako grep, sed, awk
- Spouštět Bash scripty a linuxové aplikace příkazového řádku
  - Nástroje: vim, emacs, tmux
  - Programovací jazyky: NodeJS, Javascript, Python, Ruby, C/C++, Rust, Go
  - Služby: SSHD, MySQL, Apache, lighttpd, MongoDB, PostgreSQL
- Instalovat další software pomocí správce balíčku
- Spouštět linuxové programy z linuxového shellu[3]

Příklad modelového použití WSL 1 nebo WSL 2 je vývojář, který vyvíjí na laptopu s Windows 10 a poté je jeho kód nasazen na produkční server, který běží na OS Linux. Pokud si vývojář aktivuje WSL, může kód vyvíjet a testovat na platformě, která je technicky shodná s produkčním prostředím. Při takovém použití WSL potřebuje méně zdrojů (CPU, paměť, úložiště) než plnohodnotný virtuální stroj. Zároveň je možné používat linuxové aplikace a nástroje spolu s aplikacemi a nástroji Windows a přistupovat ke stejným souborům, pokud je to potřeba. 
Dále je možné, že vývojář při používání windowsových verzí softwaru narazí na problémy s neoptimalizovanými aplikacemi. Například NodeJS lze používat přímo ve Windows, ale některé node/NPM knihovny nemusí Windows vůbec podporovat. Podobně například některé Ruby Gem knihovny nemusí fungovat pod Windows.

## Verze

### WSL 1
První verze WSL obsahuje kompatibilní vrstvu vyvinutou Microsoftem, která neobsahuje žádný kód z kernelu Linuxu a funguje na principu překladu systémových volání Linuxu na windowsová. První verze WSL není kompatibilní se vším softwarem pro Linux, např. s 32bitovými binárními soubory, nebo s takovými, které vyžadují specifické funkce obsažené v kernelu Linuxu, které nejsou implementovány v kompatibilní vrstvě. Mezi takový software patří například ovladače zařízení. WSL 1 nepoužívá žádnou emulaci ani virtualizaci, takže může přímo přistupovat k souborovému systémů hostitele a také k některému hardwaru, jako například k síti. Webové servery, které běží ve WSL 1, jsou dostupné pomocí stejného rozhraní, a tedy i IP adresy, jako hostitelský systém, a zároveň sdílí stejné restrikce na použití portů, které potřebují administrátorský přístup anebo jsou okupovány jinými aplikacemi. Pomocí WSL 1 lze provozovat i grafické (GUI) aplikace za pomocí X11 serveru nainstalovaného ve Windows.

### WSL 2
V druhé verzi WSL 2 se Microsoft rozhodl nahradit překládání kódu virtualizací plnohodnotného linuxového kernelu za použití Hyper-V architektury. Hlavní cíl WSL2 je zvýšit výkon a zároveň přidat plnou kompatibilitu se systémovými voláními. Nová architektura mění způsob, jak linuxové binární soubory interagují s Windows, ale uživatelská zkušenost zůstává stejná jako u WSL 1. Slabá stránka WSL 2 je práce se soubory napříč souborovými systémy. Problémům s výkonem se lze vyhnout zejména tím, že se bude pro práci v Linuxu používat jen souborový systém Linuxu, a naopak pro práci ve Windows používat souborový systém Windows. WSL 2 podporuje grafické linuxové aplikace (GUI), které se zobrazí v samostatném okně. Cíl Microsoftu je, aby bylo možné linuxové a windowsové GUI aplikace používat vedle sebe bez toho, aby bylo poznat, kde aplikace přesně běží.
Jednotlivé linuxové distribuce mohou být použité s libovolnou verzí WSL a zároveň mohou být libovolně upgradovány na WSL 2 a nebo downgradovány na WSL 1.

## Dostupnost
První verze WSL byla dostupná od aktualizace Windows 10 z 2. srpna 2016 (verze Windows 10 1607), kdy bylo dostupné Ubuntu jako jediná distribuce. WSL bylo dostupné pouze na 64bitové verzi Windows 10 a na Windows Server 2019. WSL 2 je dostupné od 12. června 2019 (verze Windows 10 2004).
Pro instalaci WSL je nutné zapnout v nastavení Windows doplňkovou funkci „Windows Subsystem for Linux“, a poté lze v Microsoft Store nainstalovat vybrané linuxové distribuce, jako například Debian, Ubuntu, openSUSE nebo Fedora.

### Ovládání stavu WSL
Po aktivaci doplňku „Windows Subsystem for Linux“ je možné použít příkaz pro instalaci implicitní online distribuce (nainstalovaná distribuce se objeví v seznamu nainstalovaných aplikací a lze ji později spustit výběrem z menu):
wsl.exe –-install
Aktuální seznam dostupných online distribucí je:
wsl --list --online
Aktuální seznam spuštěných WSL:
wsl --list
Ukončení běhu WSL je možné příkazem:
wsl --shutdown
Odstranění WSL je možné provést deaktivací všech nainstalovaných distribucí a poté odstraněním doplňku „Windows Subsystem for Linux“:
wsl --unregister <distroName>

## Kontroverze
V linuxové/vývojářské komunitě jsou obavy, že Windows Subsystem pro Linux může být pro Microsoft způsob, jak Linux „přijmout, rozšířit a zničit“. Tato fráze byla dříve interně používána k popisu strategie k vstupu do kategorie produktů, v které jsou používány standardy, rozšíření těchto standardů o svoje proprietární schopnosti a následně je využít k získání výhody nad konkurencí.
Richard Stallman vyjádřil své obavy z toho, že integrace funkcionalit Linuxu do Windows povede jen k limitaci vývoje svobodného softwaru. Dokonce nazývá WSL jako „krok zpátky v cestě za svobodou“. V kontrastu s tím prohlásil Linus Torvalds, původní tvůrce Linuxu, že nemá obavy že by Microsoft mohl převzít kontrolu nad Linuxem. Linus věří, že GPL 2 licence a také velikost Linuxu dělá něco takového nemožným. Naopak, Linus oceňuje zvýšenou kooperaci Microsoftu s komunitou Linuxu.